# Андре Звобода
Андре Звобода (фр. André Zwoboda; 3 березня 1910, Париж — 12 травня 1994, Дре, Франція) — французький сценарист, кінопродюсер та кінорежисер.

## Фільмографія

### Помічник режисера
- 1936: «Смерть під час втечі» (фр. Le Mort en fuite), режисер Андре Бертолом'є
- 1936: «Коханець мадам Відаль» (фр. L'Amant de Madame Vidal (film)), режисер Андре Бертолом'є
- 1936: «Секрет Полішинеля» (фр. Le Secret de Polichinelle), режисер Андре Бертолом'є
- 1939: «Правила гри» (фр. La Règle du jeu), режисер Жан Ренуар

### Режисер
- 1936: «Життя належить нам» (фр. La vie est à nous) (у співпраці)
- 1942: «Сидеричні круїзи» (фр. Croisières sidérales)
- 1943: «Зірка до сонця» (фр. Une étoile au soleil)
- 1944: «Фарандола» (фр. Farandole)
- 1945: «Франсуа Війон» (фр. François Villon)
- 1947: «Берберська симфонія» (фр. Symphonie berbère) (короткий документальний фільм)
- 1948: «Сьомі ворота» (фр. La Septième Porte)
- 1949: «Весілля у пісках» (фр. Les Noces de sable)
- 1951: «Капітан Ардант» (фр. Capitaine Ardant)

### Продюсер
- 1966: «Касабланка» (фр. Casabianca), режисер Жорж Пекле
- 1966: «Чорна дівчина» (фр. La Noire de...), режисер Усман Сембен

### Сценарист
- 1936: «Життя належить нам» (фр. La vie est à nous) (у співпраці)
- 1949: «Весілля у пісках» (фр. Les Noces de sable)
- 1951: «Капітан Ардант» (фр. Capitaine Ardant)

### Актор
- 1939: інженер у фільмі «Правила гри» (фр. La Règle du jeu), режисер Жан Ренуар

### Директор виробництва
- 1937: «Марсельєза» (фр. La Marseillaise) — Хроніка декількох фактів, що сприяли падінню монархії, режисер Жан Ренуар
- 1941: «Романтика Парижа» (фр. Romance de Paris), режисер Жан Буає